# Кублич (станція)
Кублич — проміжна залізнична станція 5-го класу Шевченківської дирекції Одеської залізниці на неелектрифікованій лінії Вапнярка — Христинівка між станціями Розкошівка (16 км) та Зятківці (16 км). Розташована біля села Степанівка Гайсинського району Вінницької області.
Станція обслуговує Кублицьке хлібоприймальне підприємство.

## Історія
Станція відкрита 19 листопада (1 грудня) 1890 року одночасно з відкриттям руху поїздів лінією Вапнярка — Христинівка.

## Пасажирське сполучення
На станції зупиняються лише приміські дизель-поїзди сполученням Вапнярка — Христинівка — Умань (з лютого 2020 року подовжено маршрут руху до Умані).
До грудня 2021 року на станції зупинявся нічний швидкий поїзд «Тясмин» № 95/96 сполученням Черкаси —  Львів (нині скасований).
На станції відсутня технічна можливість роздруківки та повернення проїзних документів, оформлених та оплачених через електронні канали обслуговування (мережу інтернет).